# NGC 1465
NGC 1465 (również PGC 14039 lub UGC 2891) – galaktyka spiralna (S0-a), znajdująca się w gwiazdozbiorze Perseusza. Odkrył ją Lewis A. Swift 25 września 1886 roku.